# Ollies Rucksack
Ollies Rucksack (Originaltitel: Ollie’s Pack) ist eine kanadisch-amerikanische Zeichentrickserie, die von Pedro Eboli und Graham Peterson entwickelt und von Nelvana produziert wurde. Sie wurde am 6. April 2020 auf Nickelodeon in den USA zum ersten Mal ausgestrahlt.

## Handlung
Der Rucksack des 13-jährigen Ollie ist alles andere als gewöhnlich: Darin befindet sich das Portal zur Monsterwelt. Gemeinsam mit seinen Freunden Cleo und Bernie sowie dem Monstertrainer Captain Wowski beschützt und kontrolliert er dieses Portal, was unweigerlich zu monströsen Abenteuern führt.

## Synchronisation
Die deutsche Synchronfassung entstand bei CSC-Studio in Hamburg, Regie führte Patrick Bach.
| Rolle           | Sprecher im Original | Deutscher Sprecher |
| --------------- | -------------------- | ------------------ |
| Ollie Allen     | James Hartnett       | David Berton       |
| Cleo Badette    | Ana Sani             |                    |
| Bernie Alves    | David Berni          |                    |
| Captain Wowski  | Cory Doran           |                    |
| Pyper Allen     | Leigh Cameron        |                    |
| June Allen      | Naomi Snieckus       |                    |
| Konrektor Magna | Ned Petrie           |                    |
| Andre           | Mark Little          |                    |
| Bev             | Kayla Lorette        |                    |

## Produktion
Die Serie wurde erstmals im Kurzfilm „Monster Pack“ aus dem Jahre 2014 vorgestellt. Am 2. März 2020 wurde angekündigt, dass die Serie im Folgemonat bei Nickelodeon Premiere feiern würde. Am 30. März 2020 wurde der 6. April 2020 als Starttermin bestätigt.
Am 4. Mai 2021 verkündete Pedro Eboli, einer der Schöpfer der Serie, auf Twitter, dass die Serie sehr wahrscheinlich keine zweite Staffel erhalten wird.

## Episodenliste
In den USA wurden die ersten 23 Folgen (mit Ausnahme von 4b) bei Nickelodeon gesendet. Ab Folge 24 wechselte die Serie zu Nicktoons, wo ebenso auch Episode 4b lief. In Deutschland wurden die ersten 9 Folgen zuerst ebenfalls bei Nickelodeon gesendet. Ab Folge 10 wurden alle neue Folgen bei Nicktoons gezeigt. Einige Episoden wurden auch schon vorab in Österreich und der Schweiz ausgestrahlt. Die ersten 13 Folgen wurden zudem in Deutschland gleichzeitig am 7. September 2020 bei Sky Ticket veröffentlicht. Dort erschien auch Episode 4b, die bislang noch nicht im Fernsehen lief.
| Nummer (Episode) | Nummer (Geschichte) | Deutscher Titel                                       | Originaltitel                                   | Erstausstrahlung (USA) | Erstausstrahlung (Deutschland)                         |
| 1                | 1                   | Der Neue in der Klasse                                | New Kid on Campus                               | 7. April 2020          | 7. September 2020                                      |
| 1                | 2                   | Die Auserwählten                                      | The Chosen One(s)                               | 7. April 2020          | 7. September 2020                                      |
| 2                | 3                   | Major Snooch                                          | Major Snooch                                    | 13. April 2020         | 8. September 2020                                      |
| 2                | 4                   | Monster-Rocker                                        | We’re with the Band                             | 13. April 2020         | 9. September 2020                                      |
| 3                | 5                   | Der Auserwählte stinkt                                | The Chosen One…Stinks                           | 6. April 2020          | 10. September 2020                                     |
| 3                | 6                   | Nicht noch ein Superheld-Film                         | Not Another Superhero Movie                     | 6. April 2020          | 11. September 2020                                     |
| 4                | 7                   | Alt aussehen                                          | Getting Oldie with It                           | 13. Mai 2020           | 14. September 2020                                     |
| 4                | 8                   | Krank machen                                          | Sick Day                                        | 4. Mai 2021            | 7. September 2020 (Sky Ticket)                         |
| 5                | 9                   | Wählt Cleo                                            | Cleo for President                              | 15. April 2020         | 15. September 2020                                     |
| 5                | 10                  | Der Hausmeister                                       | The Janitor                                     | 15. April 2020         | 16. September 2020                                     |
| 6                | 11                  | Herr der Pausen                                       | Lord of the Caf                                 | 8. April 2020          | 17. September 2020                                     |
| 6                | 12                  | Mieter nur schlimmer                                  | Doom for Rent                                   | 8. April 2020          | 18. September 2020                                     |
| 7                | 13                  | Bezaubernd gefährlich                                 | Charmed and Dangerous                           | 16. April 2020         | 21. September 2020                                     |
| 7                | 14                  | Wissenschaft ungemacht                                | Science Unfair                                  | 16. April 2020         | 22. September 2020                                     |
| 8                | 15                  | Ungesunde Hunde                                       | Ollie Dogs                                      | 14. Mai 2020           | 26. September 2020 (AT/CH: 23. und 24. September 2020) |
| 8                | 16                  | Natur pur                                             | Camp Magna                                      |                        | 26. September 2020 (AT/CH: 23. und 24. September 2020) |
| 9                | 17                  | Bürger-Würger                                         | King Swelly Belly                               | 14. April 2020         | 10. Oktober 2020 (AT/CH: 25. und 28. September 2020)   |
| 9                | 18                  | Flohmarkt-Pferde                                      | Yard Sale Fail                                  | 14. April 2020         | 10. Oktober 2020 (AT/CH: 25. und 28. September 2020)   |
| 10               | 19                  | Vater-Berater                                         | Sorry to Father You                             | 9. April 2020          | 21. Oktober 2020 (AT/CH: 29. und 30. September 2020)   |
| 10               | 20                  | Gelungene Umwege                                      | Race to Sploosh Mountain                        | 9. April 2020          | 21. Oktober 2020 (AT/CH: 29. und 30. September 2020)   |
| 11               | 21                  | Katzenjammer                                          | Cool Hand Wowski                                | 12. Mai 2020           | 22. Oktober 2020 (AT/CH: 1. und 2. Oktober 2020)       |
| 11               | 22                  | Bernie der Große                                      | Big Bern                                        | 12. Mai 2020           | 22. Oktober 2020 (AT/CH: 1. und 2. Oktober 2020)       |
| 12               | 23                  | Baby Ollie                                            | Lil’ Baby Ollie                                 | 13. Mai 2020           | 31. Oktober 2020                                       |
| 12               | 24                  | Halloween                                             | Nightmare Frightscare!                          | 17. Oktober 2020       | 31. Oktober 2020                                       |
| 13               | 25                  | Zucht und Ordnung                                     | Hollie Monitor                                  | 11. Mai 2020           | 23. Oktober 2020 (AT/CH: 5. und 6. Oktober 2020)       |
| 13               | 26                  | Die Zwählte                                           | Sister Save Me                                  | 11. Mai 2020           | 23. Oktober 2020 (AT/CH: 5. und 6. Oktober 2020)       |
| 14               | 27                  | Untertauchen                                          | Chancy Rancy                                    | 1. Juli 2020           | 14. Dezember 2020                                      |
| 14               | 28                  | Angeklagt                                             | The Monsters V. Ollie Allen                     |                        | 14. Dezember 2020                                      |
| 15               | 29                  | Bigfoot-Alarm!                                        | History of Portshill                            | 2. Juli 2020           | 15. Dezember 2020                                      |
| 15               | 30                  | Game Over!                                            | Trio’s a Crowd                                  |                        | 15. Dezember 2020                                      |
| 16               | 31                  | Abschlussprüfung                                      | The Chosening                                   | 29. Juni 2020          | 16. Dezember 2020                                      |
| 16               | 32                  | Voll verknallt                                        | Crush It Ollie                                  |                        | 16. Dezember 2020                                      |
| 17               | 33                  | Ollie – abgemeldet                                    | Ollie Doubles Down                              | 30. Juni 2020          | 17. Dezember 2020                                      |
| 17               | 34                  | Der Schlechte-Noten-Coup                              | The Great Grade Grab                            | 30. Juni 2020          | 17. Dezember 2020                                      |
| 18               | 35                  | Ollies Monster-Club                                   | Ollie’s Monster Club                            | 21. September 2020     | 18. Dezember 2020                                      |
| 18               | 36                  | Ollies dunkler Schatten                               | Ollie’s Shadow                                  | 21. September 2020     | 18. Dezember 2020                                      |
| 19               | 37                  | So ein Käse                                           | Slice of Life                                   | 22. September 2020     | 21. Dezember 2020                                      |
| 19               | 38                  | Schlaf gut, träum schlecht                            | Goodnight, Sleep Fright                         | 22. September 2020     | 21. Dezember 2020                                      |
| 20               | 39                  | Ollie allein zu Haus                                  | Ollie in the House                              | 23. September 2020     | 22. Dezember 2020                                      |
| 20               | 40                  | Akte Ollie                                            | The Ollie Files                                 | 23. September 2020     | 23. Dezember 2020                                      |
| 21               | 41                  | Sauer-Power                                           | Sour Power                                      | 24. September 2020     | 18. Januar 2021                                        |
| 21               | 42                  | Geburtstag Murkstag – Ein Cleo Badette Dokumentarfilm | Birthday Shmirthday: A Cleo Badette Documentary | 24. September 2020     | 18. Januar 2021                                        |
| 22               | 43                  | Zoff-Alarm!                                           | Separation Anxiety                              | 14. Dezember 2020      | 18. Januar 2021                                        |
| 22               | 44                  | Ollie in der Matrix                                   | The Take Over                                   | 14. Dezember 2020      | 18. Januar 2021                                        |
| 23               | 45                  | Auf den Hund gekommen                                 | Release the Hound                               | 15. Dezember 2020      | 19. Januar 2021                                        |
| 23               | 46                  | Einsam sein                                           | Cube is the Loneliest Number                    | 15. Dezember 2020      | 19. Januar 2021                                        |
| 24               | 47                  | Bernie – supernett!                                   | Unblocking Bernie                               | 5. Mai 2021            | 20. Januar 2021                                        |
| 24               | 48                  | Foto-Falle                                            | Photo Finished                                  | 5. Mai 2021            | 20. Januar 2021                                        |
| 25               | 49                  | Zeitschleife                                          | Time Warped                                     | 6. Mai 2021            | 21. Januar 2021                                        |
| 25               | 50                  | Kommissar Ollie Allen                                 | Inspector Ollie Allen                           | 6. Mai 2021            | 21. Januar 2021                                        |
| 26               | 51                  | Zurück in den Rucksack – Teil 1                       | Back to the Pack: Part One                      | 7. Mai 2021            | 22. Januar 2021                                        |
| 26               | 52                  | Zurück in den Rucksack – Teil 2                       | Back to the Pack: Part Two                      | 7. Mai 2021            | 22. Januar 2021                                        |